# Luigi Lenzini
Luigi Lenzini (ur. 28 maja 1881 w Fiumalbo, zm. 21 lipca 1945 w Crocette) – włoski duchowny katolicki, błogosławiony męczennik Kościoła katolickiego.

## Biografia
Ks. Lenzini urodził się w Fiumalbo w regionie Emilia-Romania, w prowincji Modena 28 maja 1881 roku. Pochodził z dobrze usytuowanej i religijnej rodziny Angelo i Silvii Lenzinich. Naukę na poziomie gimnazjalnym rozpoczął w 1897 w niższym seminarium w swoim rodzinnym mieście. W 1901 podjął dalszą naukę w seminarium duchownym w Modenie. Po ukończeniu studiów filozoficzno-teologicznych przyjął święcenia kapłańskie z rąk arcybiskupa Modeny Natale Bruniego 19 marca 1904 roku.
Pierwszymi placówkami duszpasterskimi ks. Lenziniego były parafie w Casinalbo i Finale Emilia. W Finale w publicznym wystąpieniu bronił wolności religijnej, przeciwstawiając się wiecującym komunistom pod wodzą Gregorio Agniniego. W latach 1912–1921 był rektorem parafii w Roncoscaglia, w latach 1921–1937 proboszczem w Montecuccolo. W 1937 postanowił wstąpić do redemptorystów. Wstąpił do nowicjatu, ale ze względu na problemy wynikające z wieku, nie ukończył go i w 1939 powrócił do swojej macierzystej archidiecezji w Modenie. Abp Cesare Boccoleri powierzył 26 stycznia 1941 parafię w miejscowości Crocette w gminie Pavullo nel Frignano. Na probostwie ukrywał partyzantów, z ambony ostrzegał przed uleganiem propagandzie komunistycznej wrogiej chrześcijaństwu. Opublikował dwa dziełka o wymowie antykomunistycznej (Pensate, Ragioniamo un poco). W publicznych wystąpieniach informował parafian, że starano się go zastraszyć.
W nocy z 21 na 22 lipca 1945 na probostwo w Crocette przyszła grupa byłych partyzantów, sympatyków lewicy, pod pretekstem wezwania księdza do umierającego. Ks. Lenzini, który już wcześniej zaopatrzył domniemanego umierającego, domyślił się, że chodzi o próbę napaści lub porwania. Gdy gospodyni odmówiła nalegania na proboszcza, przybysze otworzyli ogień w stronę okien plebanii. Proboszcz pobiegł na dzwonnicę i zaczął, uderzając w dzwon, wzywać na pomoc parafian. Miejscowi bali się jednak i nikt nie przybył z odsieczą. Ciało męczennika znaleziono po kilku dniach z widocznymi śladami tortur w pobliskiej winnicy. Został zabity strzałem w tył głowy. Oprawcy częściowo przysypali zwłoki ziemią. Wśród osób, które zostały zatrzymane przez policję, był m.in. były seminarzysta Bruno Covili, któremu w czasie wojny ks. Lenzini udzielił schronienia. Nigdy jednak nikt nie został za zabójstwo skazany.
Archidiecezja w Modenie rozpoczęła proces informacyjny 8 czerwca 2011 roku. Został on zamknięty przez abpa Antonio Lanfranchiego 24 listopada 2012 roku. Papież Franciszek wydał dekret uznający męczeństwo ks. Luigiego Lenziniego 27 października 2020 roku. 28 maja 2022 na placu w Modenie podczas uroczystej eucharystii, kard. Marcelo Semerraro w imieniu papieża dokonał beatyfikacji włoskiego męczennika.
Jego wspomnienie liturgiczne obchodzone jest 21 lipca.